# Bouvardia longiflora

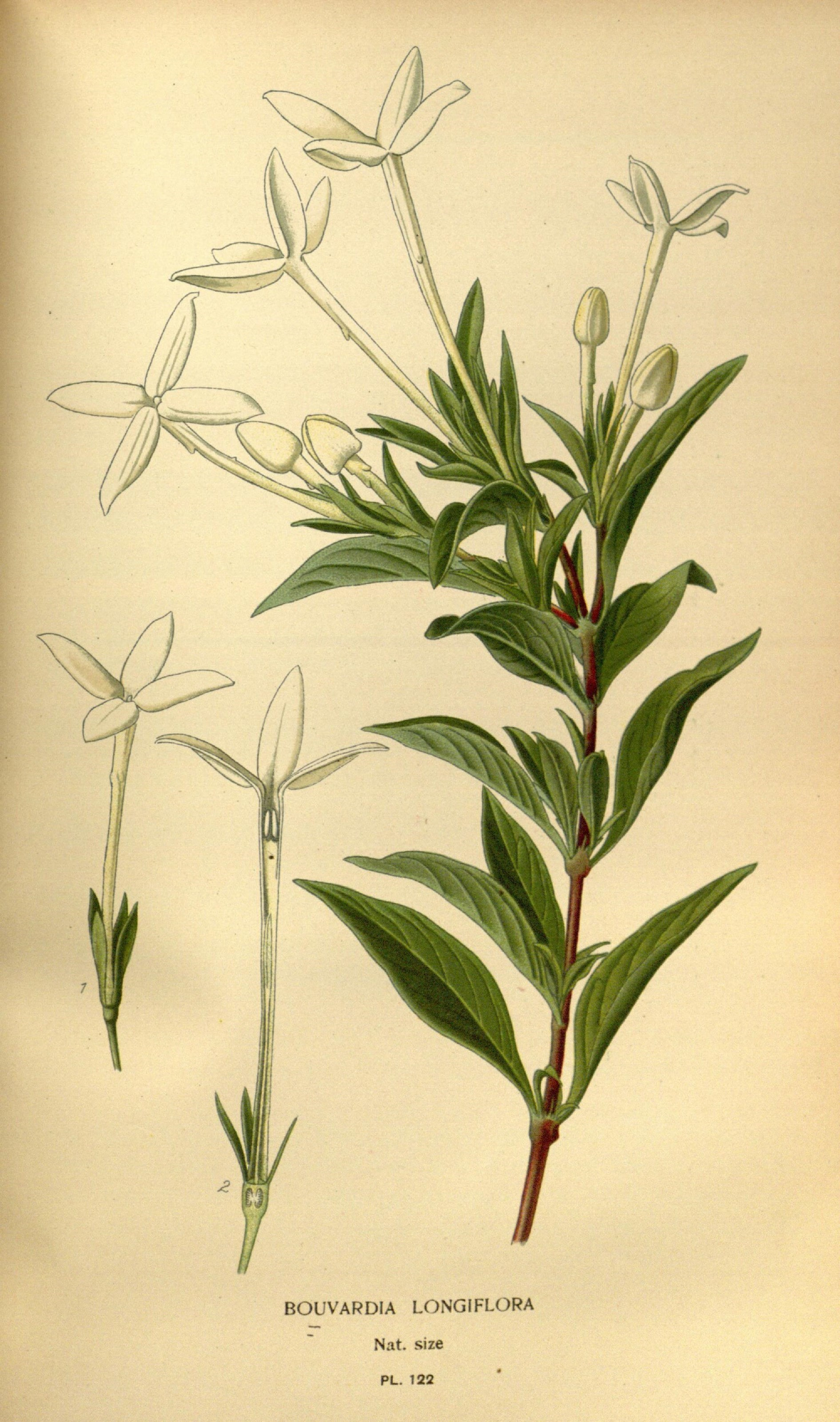
Ilustración

Bouvardia longiflora, comúnmente conocida como flor de San Juan, es una especie de planta de la familia de las rubiáceas, nativa de Norteamérica.

## Descripción, hábitat y distribución
Bouvardia longiflora es un arbusto de hasta 2 metros de alto, aunque frecuentemente más bajo. Sus hojas pecioladas son ovadas o lanceoladas, de 15 a 60 mm de largo, glabras o casi glabras, con el ápice agudo, venación pinnada y el haz de un color un tanto más oscuro que el envés. Las flores son blancas y solitarias, sésiles o subsésiles, con un tubo de hasta 8.5 cm de largo y el cáliz con 4 lóbulos. El fruto es una cápsula subglobosa de entre 7 y 12 mm de diámetro, con numerosas semillas marrones de hasta 4 mm de diámetro.
La flor de San Juan se distribuye del centronorte de México hasta Guatemala. Es una especie ocasional en pastizal y matorral xerófilo, así como en bosque mixto de Juniperus, Pinus y Quercus. Le debe su nombre común a la estacionalidad de sus flores, que surgen al inicio de la estación lluviosa, alrededor de la festividad de San Juan Bautista.

## Usos
Bouvardia longiflora es apreciada como planta ornamental en jardinería y diseño floral. Por la noche, sus flores despiden una fragancia similar a la miel o al jazmín. En el jardín, requiere de sustrato con buen drenaje; es tolerante a la sequía y a la poda. Tolera temperaturas nocturnas de alrededor de 10 °C y fases por debajo de esta temperatura. Algunos cultivares tienen flores en diversos tonos rojos y rosados.

## Taxonomía
Bouvardia longiflora fue descrita en 1820 por Carl Sigismund Kunth, sobre un basónimo de Antonio José de Cavanilles, en Nova Genera et Species Plantarum 3: 386.

### Etimología
Bouvardia: nombre genérico dado en honor a Charles Bouvard (1572-1658), médico de Luis XIII de Francia y superintendente del Jardin du Roi en París
longiflora: epíteto latino que significa "de flores largas"

### Sinonimia
- Aeginetia longiflora Cav.
- Anotis longiflora (Cav.) Benth.
- Bouvardia humboldtii Hend. & Andr.Hend.
- Bouvardia longiflora var. latifolia M.Martens & Galeotti
- Houstonia longiflora (Cav.) A.Gray[6]